# Вулкан Машковцева
Вулкан Машковцева (Сопка Машковцева) — небольшой стратовулкан в южной части Камчатского края, Россия. Это самый южный вулкан Камчатки. Расположен недалеко от мыса Лопатка.